# چندلر هایتز (آریزونا)
چندلر هایتز (به انگلیسی: Chandler Heights) یک منطقهٔ مسکونی در ایالات متحده آمریکا است که در آریزونا واقع شده‌است. چندلر هایتز ۴۳۳٫۱۳ متر بالاتر از سطح دریا واقع شده‌است.